# Lars U. Granberg
Lars Urban Lennart Granberg, född 17 november 1965 i Piteå, är en svensk politiker (socialdemokrat), som var riksdagsledamot 1994–2010 för Norrbottens läns valkrets.
Han är född 1965 i Kopparnäs men bor numera i Norrfjärden i Piteå kommun. Han har arbetat inom pappersindustrin, men är numera förste ombudsman på Norrbottens socialdemokratiska partidistrikt.